# Myriostachya
Myriostachya là một chi thực vật có hoa trong họ Hòa thảo (Poaceae).

## Loài
Chi Myriostachya gồm các loài: